# Saison 2014 de l'équipe cycliste Kuota

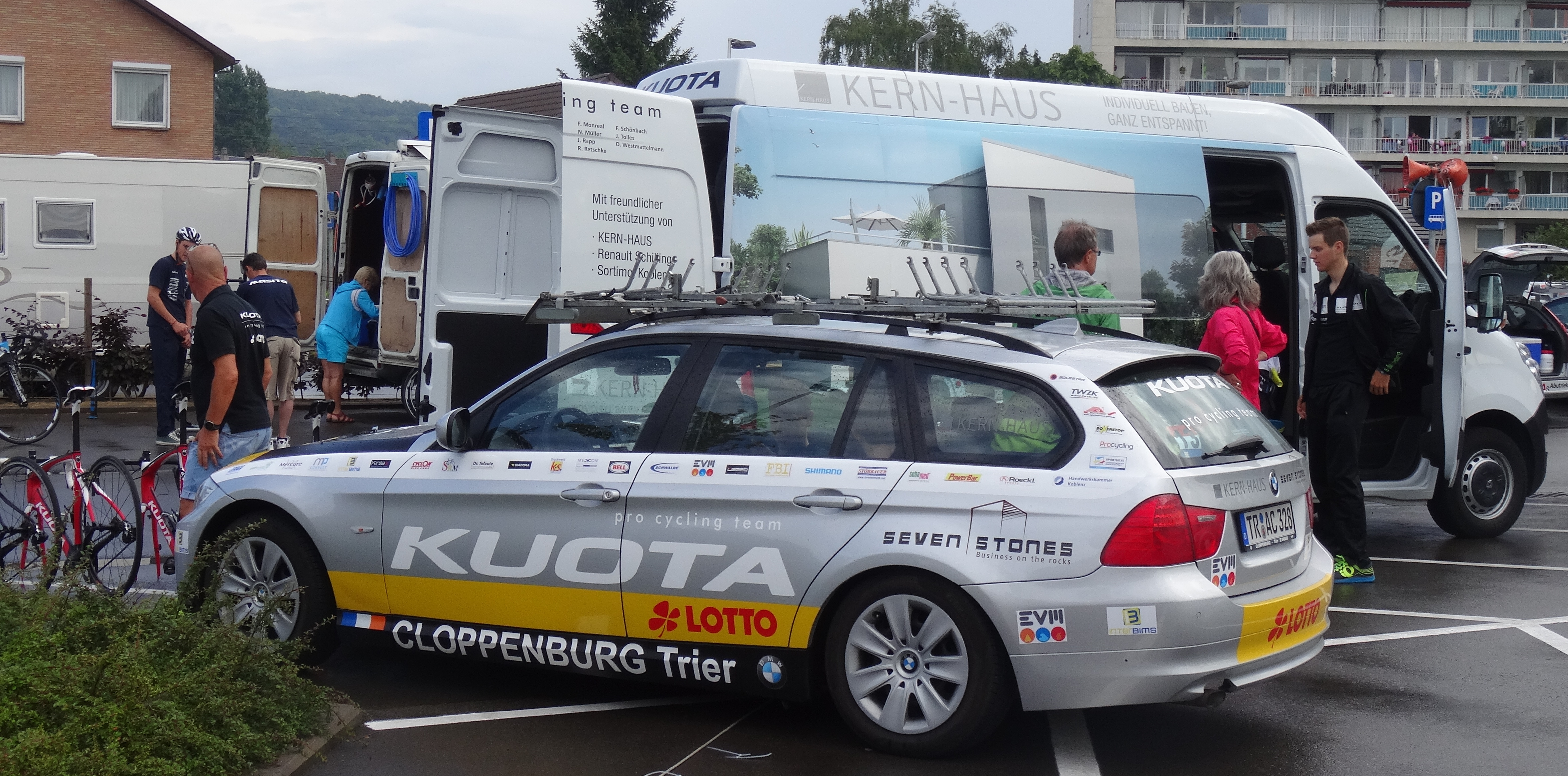
Des véhicules de l'équipe lors du Mémorial Philippe Van Coningsloo 2014.

La saison 2014 de l'équipe cycliste Kuota est la première de cette équipe.

## Préparation de la saison 2014

### Arrivées et départs
L'équipe étant nouvelle, tous les coureurs proviennent d'autres équipes.

## Coureurs et encadrement technique

### Effectif

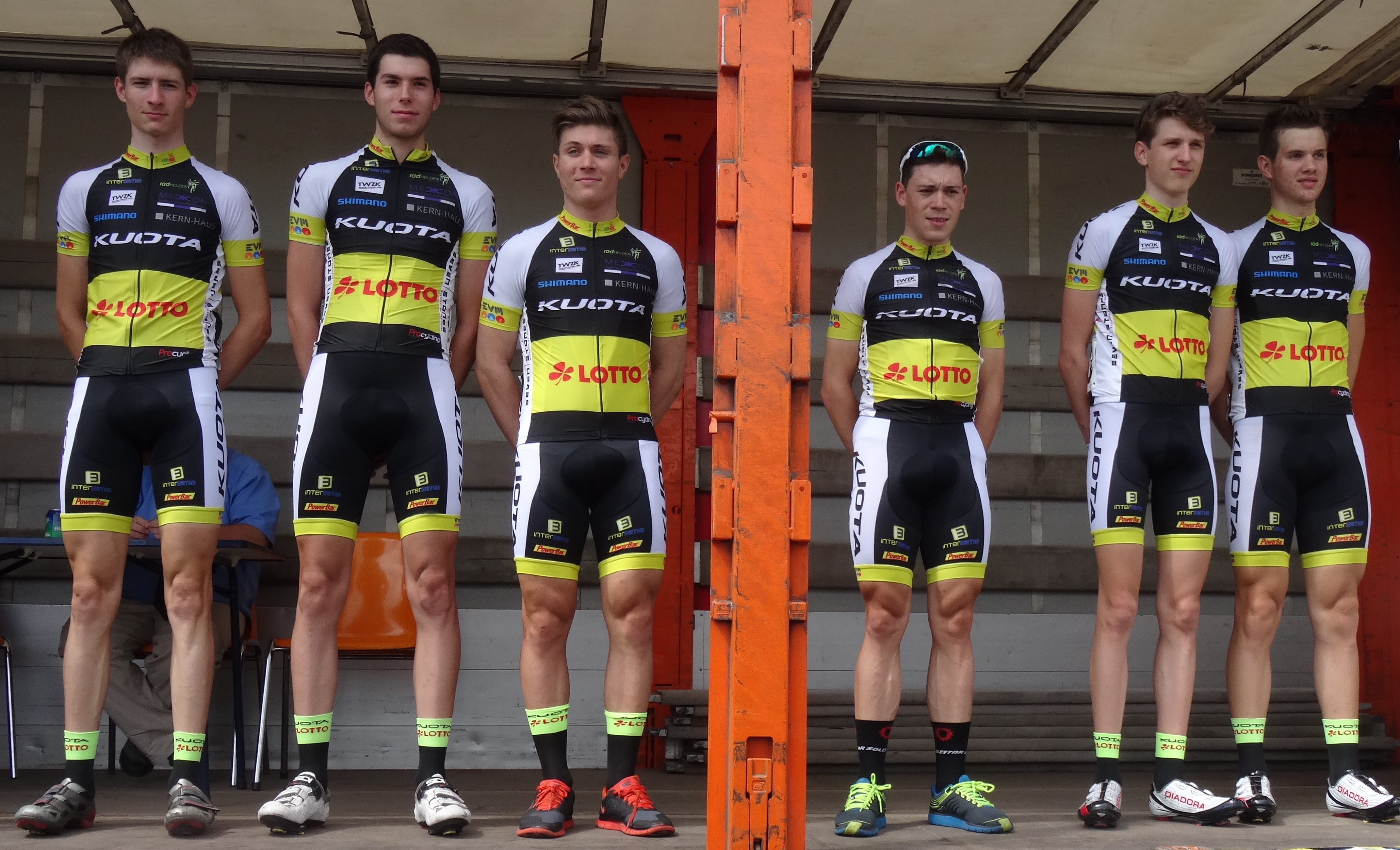
Nathan Müller, Jonas Rapp, Daniel Breuer, Andre Benoit, Felix Schönbach et Julian Braun lors du Mémorial Philippe Van Coningsloo 2014.

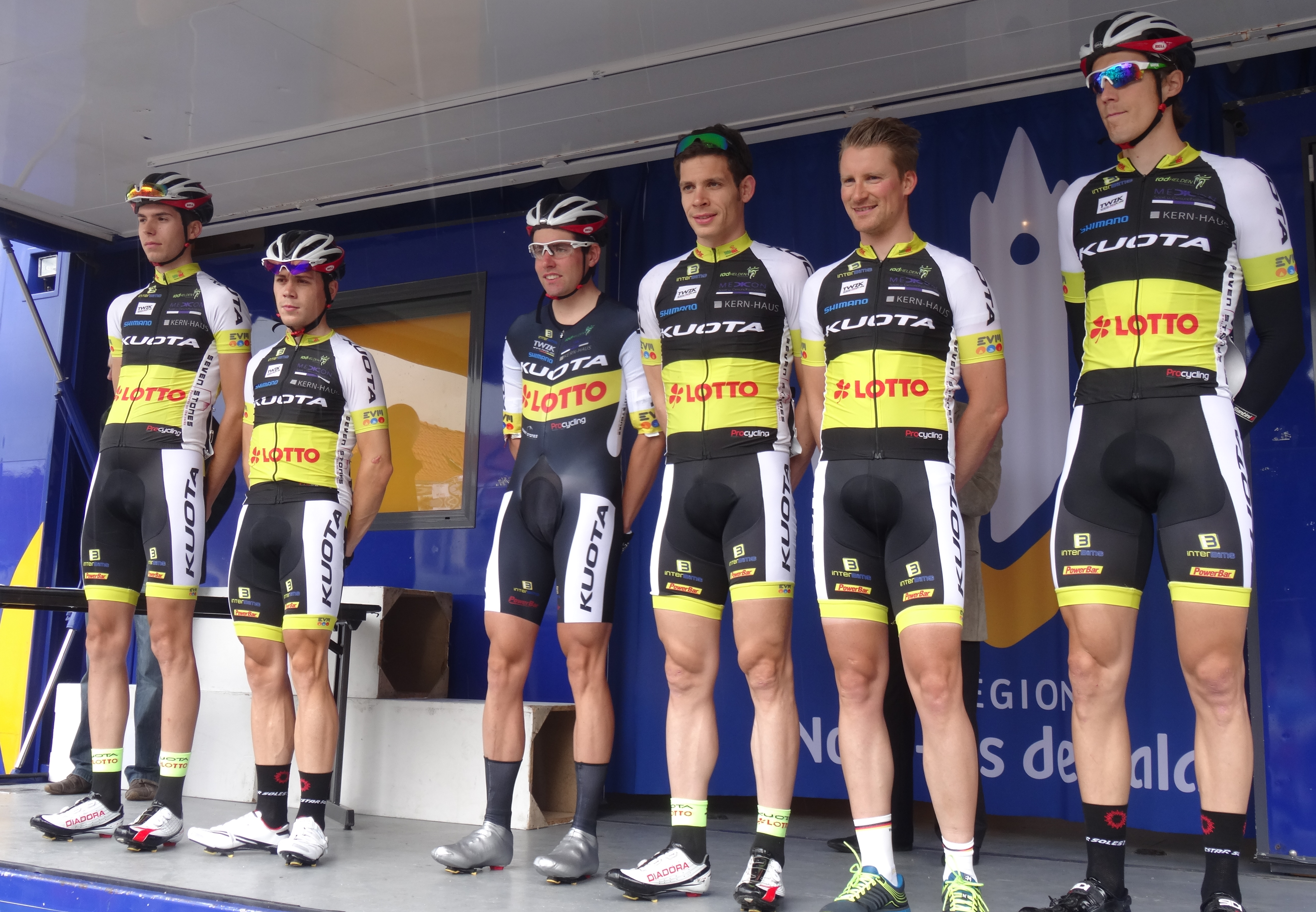
L'équipe lors de la Ronde pévéloise 2014.

Quinze coureurs et un stagiaire constituent l'effectif 2014 de l'équipe.
| Cycliste              | Date de naissance | Nationalité | Équipe 2013                                  |
| --------------------- | ----------------- | ----------- | -------------------------------------------- |
| Philipp Becker        | 9 février 1987    | Allemagne   | Schwalbe Trier                               |
| Andre Benoit          | 2 août 1989       | Allemagne   | Quantec-Indeland                             |
| Julien Braun          | 27 septembre 1995 | Allemagne   | Shop-Weigenand-Compression-X Rheinland-Pfalz |
| Daniel Breuer         | 28 mars 1994      | Allemagne   |                                              |
| Jan Deutschmann       | 7 mai 1979        | Allemagne   | RRG Porz-Staps                               |
| Micha Glowatzki       | 14 novembre 1987  | Allemagne   | RRG Porz-Staps                               |
| Michael Kurth         | 18 novembre 1986  | Allemagne   | Quantec-Indeland                             |
| Florian Monreal       | 23 mai 1986       | Allemagne   | Quantec-Indeland                             |
| Nathan Müller         | 16 avril 1995     | Allemagne   | Ghost Junior Württemberg                     |
| Jonas Rapp            | 16 juillet 1994   | Allemagne   | MLP                                          |
| Robert Retschke       | 17 décembre 1980  | Allemagne   | Quantec-Indeland                             |
| Felix Schönbach       | 13 mars 1995      | Allemagne   | Shop-Weigenand-Compression-X Rheinland-Pfalz |
| Joachim Tolles        | 17 avril 1986     | Allemagne   | RRG Porz-Staps                               |
| Gero Walbrül          | 1er novembre 1990 | Allemagne   |                                              |
| Daniel Westmattelmann | 31 octobre 1987   | Allemagne   | Quantec-Indeland                             |
| Stagiaire             | Date de naissance | Nationalité | Équipe 2014                                  |
| Joshua Huppertz       | 10 novembre 1994  | Allemagne   | Rose NRW                                     |

Portraits
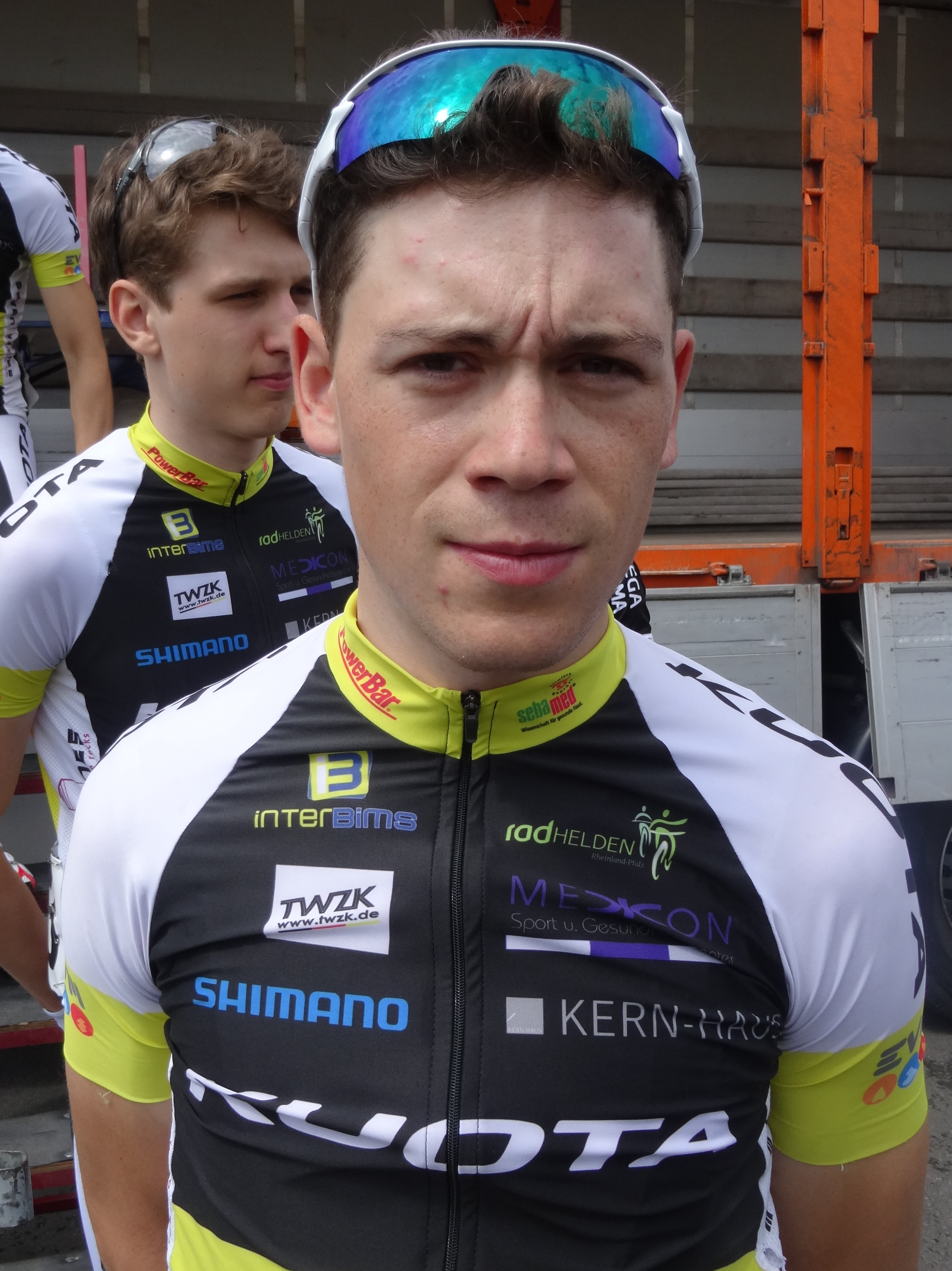
Andre Benoit.
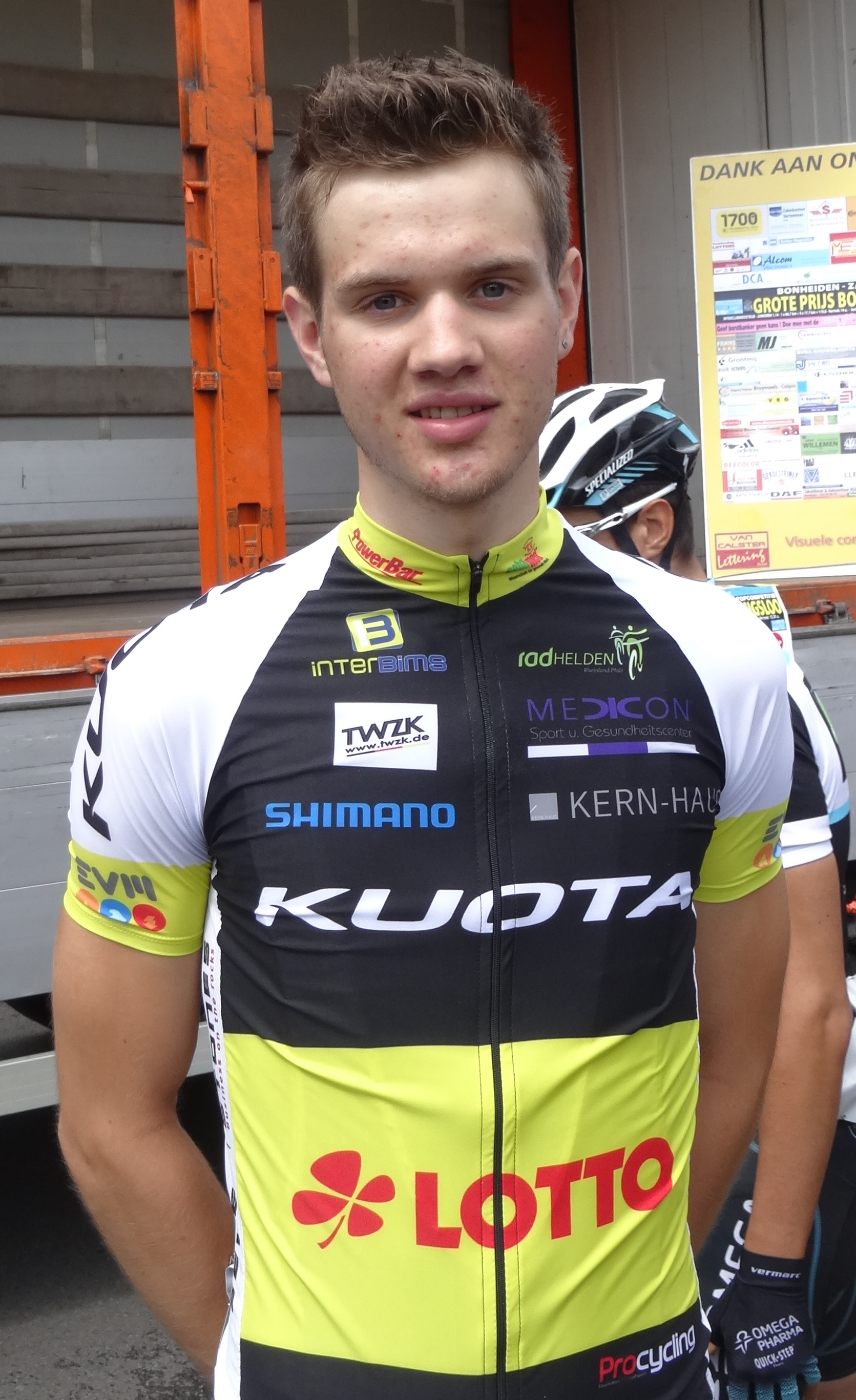
Julian Braun.
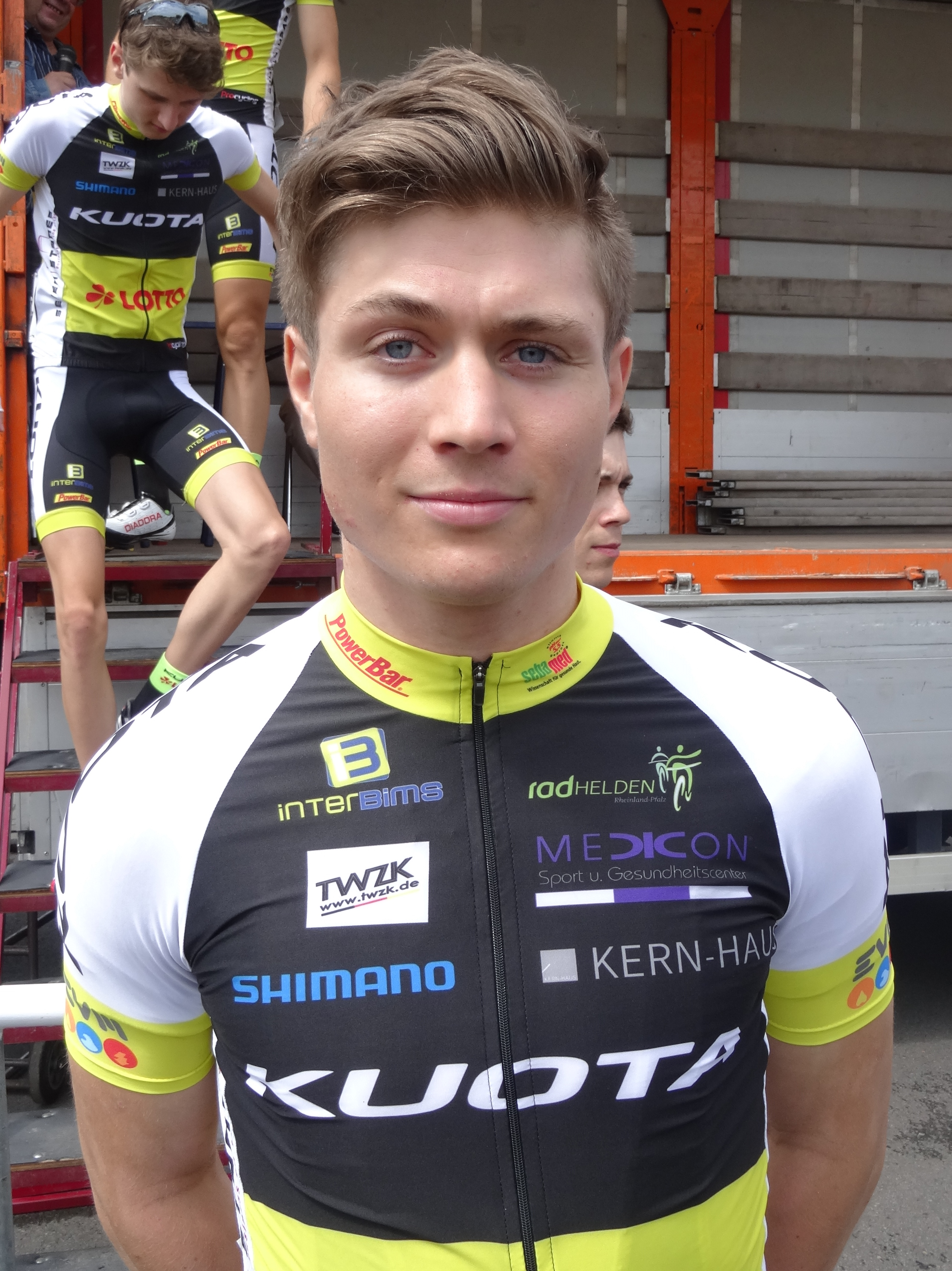
Daniel Breuer.
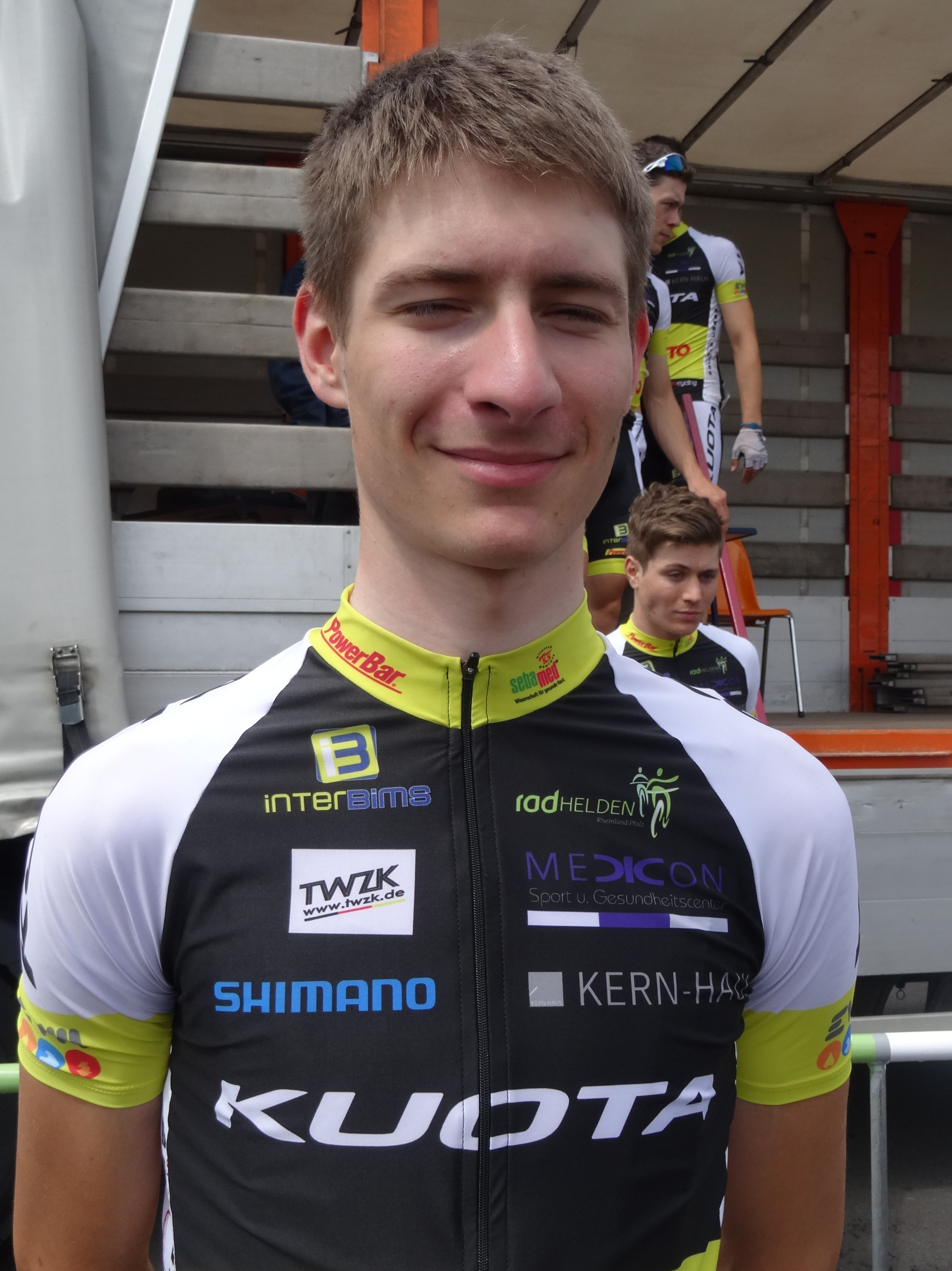
Nathan Müller.
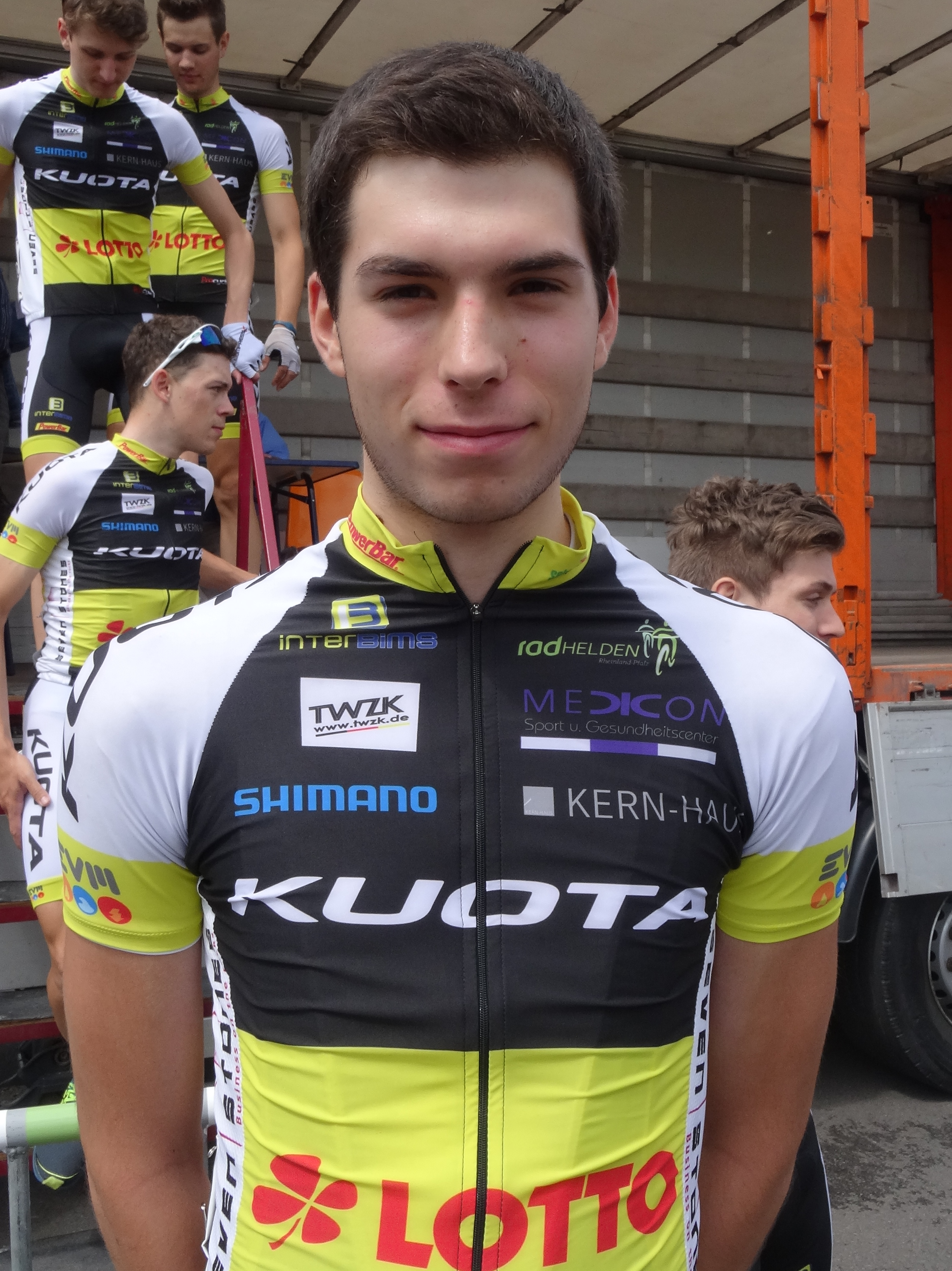
Jonas Rapp.
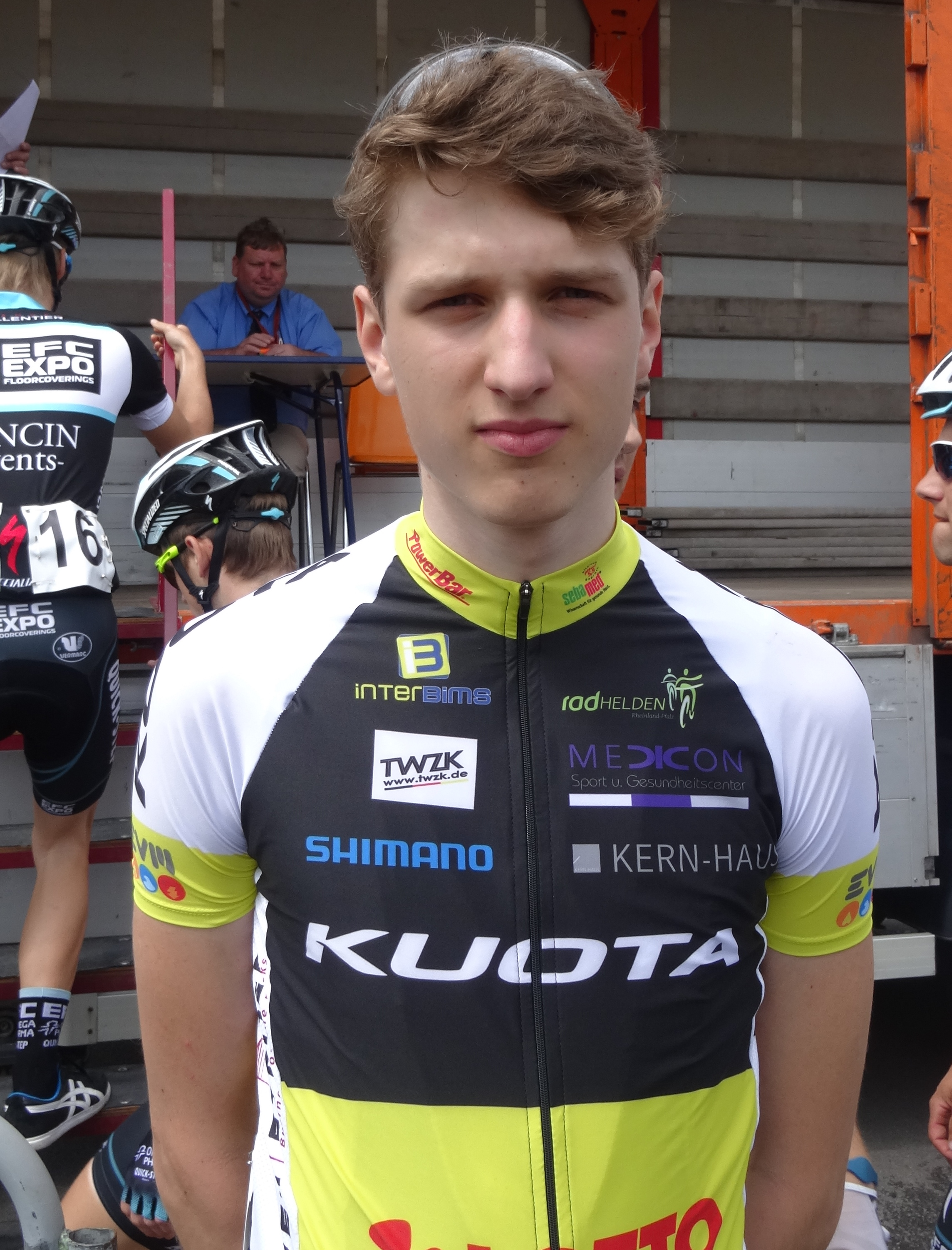
Felix Schönbach.

## Bilan de la saison

### Victoires
Aucune victoire UCI.

### Classements UCI

#### UCI Asia Tour
L'équipe Kuota termine à la 71e place de l'Asia Tour avec 12 points. Ce total est obtenu par l'addition des points des huit meilleurs coureurs de l'équipe au classement individuel, cependant seul un coureur est classé,.
| Rang | Coureur       | Points |
| ---- | ------------- | ------ |
| 249  | Michael Kurth | 12     |

#### UCI Europe Tour
L'équipe Kuota termine à la 125e place de l'Europe Tour avec 2 points. Ce total est obtenu par l'addition des points des huit meilleurs coureurs de l'équipe au classement individuel, cependant seul un coureur est classé,.
| Rang  | Coureur         | Points |
| ----- | --------------- | ------ |
| 1 057 | Robert Retschke | 2      |